# Носачі
Носачі́ — село в Україні, у Синельниківському районі Дніпропетровської області. Входить до складу Раївської сільської громади. Населення за переписом 2001 року становить 123 особи. 

## Історія
До 2017 року орган місцевого самоврядування - Великомихайлівська сільська рада.
12 червня 2020 року, відповідно до розпорядження Кабінету Міністрів України № 709-р від «Про визначення адміністративних центрів та затвердження територій територіальних громад Дніпропетровської області», увійшло до складу Раївської сільської громади.
19 липня 2020 року, в результаті адміністративно-територіальної реформи та ліквідації   Синельниківського (1923—2020) району, село увійшло до складу новоутвореного Синельниківського району.

## Географія
Село Носачі знаходиться на відстані 0,5 км від села Терса, за 2,5 км від села Великомихайлівка. По селу протікає пересихаючий струмок з загатою.

## Інтернет-посилання
- Погода в селі Носачі [Архівовано 7 червня 2016 у Wayback Machine.]